# جون مريديث (عسكري)
جون مريديث (بالإنجليزية: John Meredith)‏ هو عسكري جنوب أفريقي، ولد في 11 نوفمبر 1864، وتوفي في 1942 في مايتلاند في أستراليا.